# 大米尔比施
大米尔比施是奥地利布尔根兰州居辛县的一个市镇。总面积7.92平方公里，总人口262人，人口密度33人/平方公里（2002年）。